# Aegla laevis
Aegla laevis es una especie de decápodo aéglido integrante del género Aegla, cuyos miembros son denominados comúnmente cangrejos tanque, cangrejos pancora, cangrejos de agua dulce, falsos cangrejos o cucarachas de río. Este crustáceo habita en aguas dulces del centro-sur de América del Sur.

## Distribución y hábitat
Este cangrejo habita en el fondo de arroyos, ríos, lagunas y lagos de agua dulce. Se distribuye mayormente en el centro y sur de Chile. Además, en áreas fronterizas en el noroeste de la Patagonia argentina.
Argentina
- Río Negro: Lago Nahuel Huapi, Bariloche.

Chile
Melipilla, río Mapocho, río Maipo, río Quepe, río Toltén, río Cautín, río San Pedro, río Pilmaiquen, lago Puyehue, río Peu-Peu, río Rahue, río Maullín, río Pescado, río Negro, lago Llanquihue, río Bueno, río Cruces, Frutillar,río Chamiza, lago Chapo, Maldiva, Puangue, Tejas Verdes, El Monte, Rosario, arroyo Mulpún, Valdivia, lago Puyehue, río Petrohué.

## Taxonomía
Esta especie fue dada a conocer originalmente en el año 1818 por el sacerdote y zoólogo francés Pierre André Latreille bajo el nombre de “Galathea” laevis, dibujándola pero sin describirla morfológicamente, lo que sí hizo en el año 1820 el zoólogo inglés William Elford Leach, al crear el género Aegla específicamente para la especie de Latreille.
Localidad y ejemplares tipo
El neotipo es un macho etiquetado como el MCZ 10479, sin datos del colector, con localidad definida como: “dans une rivière près de Santiago de Chile”. Los paratipos son el macho MCZ 12310, otros 14 machos y 17 hembras, todos de la misma localidad (MCZ 12311). Se conservan en el Museo de Anatomía Comparada de la Universidad de Harvard, en Cambridge, Massachusetts, Estados Unidos.
Subespecies
La especie era considerada monotípica hasta que en el año 1942 el biólogo carcinólogo estadounidense Waldo LaSalle Schmitt describió una subespecie del taxón típico, por lo tanto, Aegla laevis  está compuesta por 2 subespecies:
- Aegla laevis laevis Latreille, 1818 Su geonemia se presenta mediante dos manchas alopátricas. La primera ocurre en la zona central de Chile, en la Región de Valparaíso y en la Región Metropolitana de Santiago: Cuenca del río Maipo, desde El Monte hasta Cuncumén. Esta población se la considera en peligro de extinción.[4] La segunda habita a mayores latitudes, desde Cautín (Región de la Araucanía) hasta Llanquihue (Región de Los Lagos); además en cuencas lacustres argentinas próximas a la frontera. Taxón vulnerable.[4]

- Aegla laevis talcahuano Schmitt, 1942 Fue descrita con ejemplares de Talcahuano, pero se ha extinguido allí en razón de la profunda alteración antrópica de su hábitat. Es un taxón endémico del centro de Chile. Es característica del valle central del centro de Chile, desde San Fernando y la provincia de Colchagua (Región del Libertador General Bernardo O'Higgins) hacia el sur hasta Chillán y Concepción (Región del Biobío).[4]

Localidad y ejemplares tipo
El holotipo es un macho etiquetado como el MCZ 12312 (del lote MCZ 10480), colectado por la expedición Hassler en Talcahuano, provincia de Concepción, Chile. Los paratipos son dos machos MCZ 10483, sin datos de colecta. Se conservan en el Museo de Anatomía Comparada de la Universidad de Harvard, en Cambridge, Massachusetts, Estados Unidos.

## Características y costumbres
En el caso de la subespecie típica de este cangrejo, los machos miden en promedio 19,76 mm (extremos de 16,50 a 23,70 mm); las hembras poseen una longitud media de 15,08 mm (con extremos de 13,80 a 16,40 mm).